# 宋果
宋果（？—？），字仲乙，扶风郡（今陕西兴平市东南南佐村）人，东汉末年人物。

## 生平
宋果性格轻佻剽悍，喜欢为人报仇，被郡县官民所恨。郭泰训导他做人的正道。宋果感悟认错，于是改过自新。后以刚烈气节闻名，辟召到三公府，历任侍御史、并州刺史，所任之地都能推行教化。
汉末另一同名者宋果效力于李傕麾下。興平二年（195年）宋果和李傕手下将领杨奉等密谋杀掉李傕，事情败露便率兵背叛李傕，李傕勢力衰退。
小説《三國演義》中宋果反李傕的原因，是对李傕褒賞巫女不满。他联合杨奉反对李傕，事情败露，杨奉逃走，宋果被李傕杀死。